# Pleystein
Pleystein (česky Oloví) je německé město v okrese Neustadt an der Waldnaab v Horní Falci ve spolkové zemi Bavorsko. 

## Geografie
Pleystein leží v Hornofalckém lese rozložený na březích potoka Zottbach. Nejvyšším bodem katastru obce je poutní vrch Fahrenberg s nadmořskou výškou 801 metrů ležící severozápadním směrem. 
Pleystein sousedí s následujícími obcemi: na severu s Georgenbergem, na východě s Waidhausem, na jihovýchodě s Eslarnem, na jihu s Moosbachem, na západě s Vohenstraussem a na severozápadě s Waldthurnem.  
| Růžice kompasu | Waldthurn   | Georgenberg | Georgenberg | Růžice kompasu |
| Růžice kompasu | Vohenstrauß | Sever       | Waidhaus    | Růžice kompasu |
| Růžice kompasu | Vohenstrauß | Pleystein   | Waidhaus    | Růžice kompasu |
| Růžice kompasu | Vohenstrauß | Jih         | Waidhaus    | Růžice kompasu |
| Růžice kompasu | Vohenstrauß | Moosbach    | Eslarn      | Růžice kompasu |

Obec Pleystein má 29 místních částí:
- Bartlmühle
- Berglerschleife
- Bibershof
- Birkenbühl
- Bodenmühle
- Burkhardsrieth
- Dürrenlohe
- Finkenhammer
- Finstermühle
- Fuchsmühle
- Hagenmühle
- Hochberg
- Lohma
- Miesbrunn
- Ödhäuser
- Peugenhammer
- Pfifferlingstiel
- Pingermühle
- Pleystein
- Radwaschen
- Rammelsleuten
- Schafbruck
- Schönschleif
- Spielhof
- Steinbach
- Trutzhofmühle
- Unterbernrieth
- Vöslesrieth
- Zengerhof

## Dějiny

### Do 19. století
Osada byla poprvé písemně zmíněna roku 1242, ale již tou dobou v ní stál na křemencové skále malý hrad. V druhé polovině 13. století se Pleystein stal majetkem zemských hrabat z blízkého Leuchtenbergu.
Císař Ludvík Bavor udělil Pleysteinu roku 1331 tzv. norimberská městská práva. V roce 1395 byla založena městská farnost sv. Zikmunda. V roce 1400 bylo město dobýváno falckými oddíly, část města byla obsazena, hrad a město přilehlé ke křemencové skále ale odolaly. Obránci – leuchtenberský lankrabě a jeho syn – ale museli propustit zajaté měšťany města Neustadt. Během husitských nájezdů bylo město třikrát zničeno. 
Za třicetileté války obsadil v roce 1634 město se svými oddíly chorvatský plukovník Marco Corpes, vypálil 48 domů včetně radnice. Téhož roku město zdecimovala morová nákaza. 
V 19. století měl Pleystein smůlu na požáry, v roce 1848 shořelo 8 usedlostí, v roce 1852 celých 55 domů a v roce 1899 11 domů a další hospodářská stavení. 

### 20. století
Největší katastrofa postihla Pleystein 10. července 1901. Od malého ohýnku v městském příkopě chytlo téměř celé město, 72 budov včetně obou kostelů. Po druhé světové válce se výrazně zvýšil počet obyvatel, šlo především o příchozí uprchlíky ze sudetského pohraničí. Dnes má Pleystein přibližně 2700 obyvatel. Od roku 1957 má Pleystein status výletního letoviska.

## Pamětihodnosti

### Budovy a památky
- Novobarokní poutní kostel sv. Kříže byl dokončen v roce 1904. Předchozí poutní kostel, postavený v roce 1814,  v roce 1901 shořel. Budovy salesiánského kláštera se nacházejí hned vedle kostela.
- Novogotický kostel sv. Zikmunda byl nově přestavěn po požáru v roce 1901, vysvěcen roku 1904.
- Pomník padlých ve válce se sochou panny Marie.
- Socha sv. Jana Nepomuckého na trhovém náměstí

### Muzea a přírodní rezervace
- Městské muzeum s velkou mineralogickou sbírkou, sbírka prof. Lehnera a příležitostné výstavy.
- Kateřinin Dům panenek ve čtvrti Hagenmühle.
- Kreuzberg (Křížový vrch) 38 metrů vysoká skála z růžového křemene je jedním ze 100 nejkrásnějších bavorských biotopů.

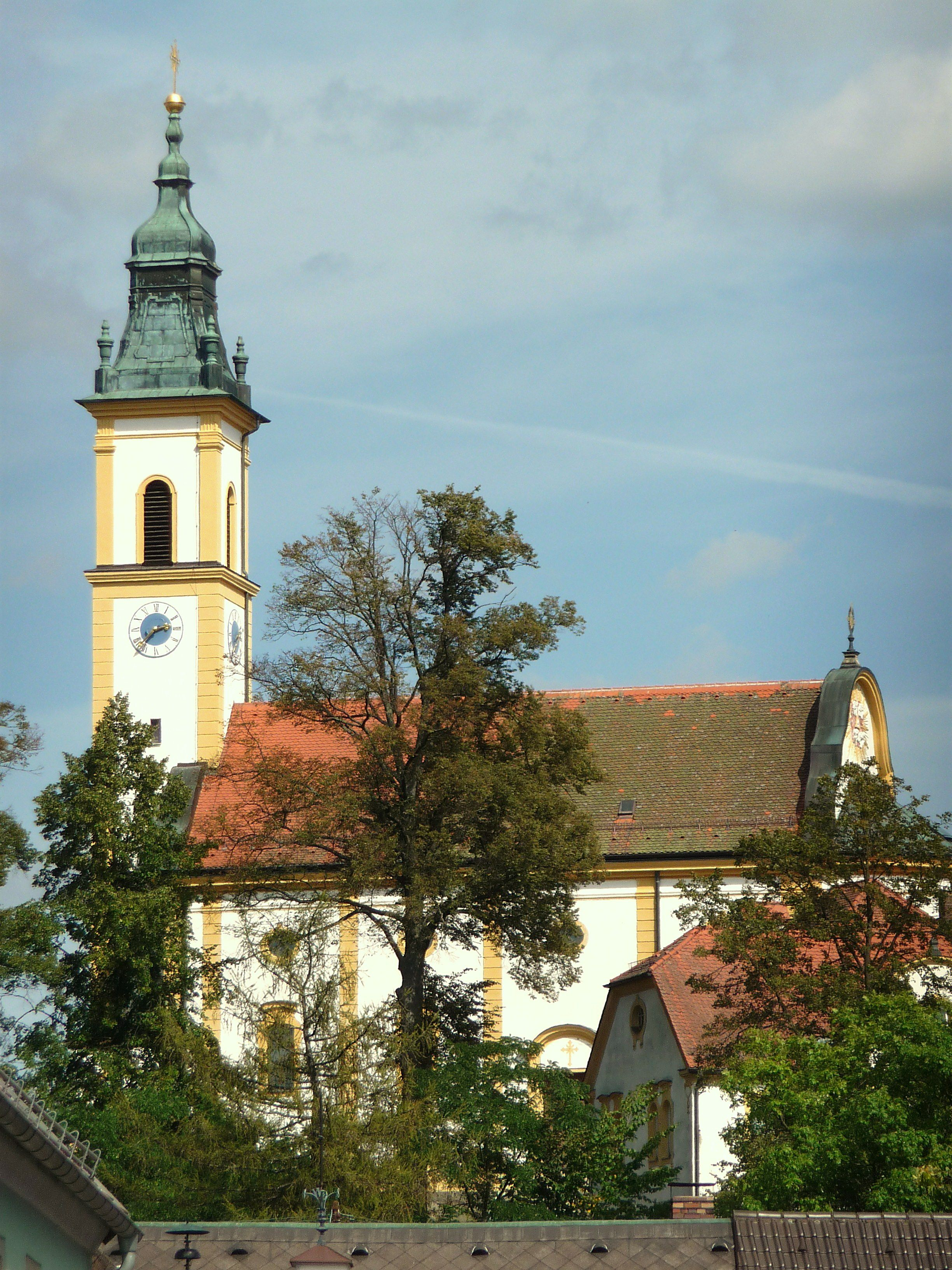
Poutní kostel svatého Kříže

## Partnerské obce
- Bor - Česká republika
- Gamlitz - Rakousko